# 華語文能力測驗
華語文能力測驗（英語：Test of Chinese as a Foreign Language；簡稱TOCFL），是由中華民國教育部委託臺灣師範大學國家華語測驗推動工作委員會（簡稱華測會）承辦，針對母語非華語者而舉行的華語語言能力測驗，其對象為想要瞭解自己華語程度，或是想要在使用華語的國家求學、工作或進行貿易之人士。
華語文能力測驗每年於臺灣定期舉辦正式考試，測量非母語人士在聽力、閱讀、口語及寫作方面的華語能力（聽力與閱讀主要採用不分等級的電腦化適性測驗）。華測會還推出適合七至十二歲母語非華語兒童的「兒童華語文能力測驗」，以及快速評估華語能力的快篩測驗。專案辦理之不定期考試，由有需求之學校聯繫華測會辦理。海外考試則是委託當地駐外機構協助辦理或建立海外代理的合作模式。
自2020年12月起，華測會推出網路居家考試之服務，適用於受COVID-19疫情影響未能辦理正式考試的地區，以及尚未設立海外考場的地區。疫情結束後，該居家考試仍持續辦理。

## 歷史

### 華語文能力測驗
華語文能力測驗從2001年8月籌劃，由臺灣師範大學國語教學中心、華語文教學研究所及心理與教育測驗研究發展中心三個單位共同研發。自2003年12月起正式對外開辦考試，測驗華語的聽力和閱讀能力，其英文名稱為「Chinese Proficiency Test」。2005年11月教育部委託臺灣師範大學專案成立「華語測驗中心」，作為華語文能力測驗研發與推廣之專責單位，並肩負轉型此測驗成為國家級測驗的任務。
2006年12月，華語文能力測驗的英文名稱更改為「Test of Proficiency-Huayu」。隨後，華語測驗中心也在2007年1月正式更名為「國家華語測驗推動工作委員會」。華測會在2008年著手研擬能與歐洲共同語文參考架構（CEFR）接軌的新版華語文能力測驗。2010年8月，華語文能力測驗的英文名稱更改為「Test of Chinese as a Foreign Language」，並於2011年5月正式改換至新版測驗。2011年10月，華語文能力測驗加入口語和寫作測驗的正式考試。新版測驗在2013年調整為三等六級的架構，但部份等級的試題仍在研發中。至2016年11月推出最晚完成的流利精通級寫作測驗，始完備整個三等六級的測驗體系。華測會透過一系列的標準設定研究訂定通過門檻，確認新版華語文能力測驗可分別對應至CEFR三等六級的架構。
2017年初，因應海外地區零起點學習者的需求增設兩個準備級，形成四等八級的架構，並於下半年正式推出準備級測驗。準備級的指標參照美國外語教學協會能力指標（ACTFL大綱）設立，並透過標準設定研究確認準備級之一級和二級可分別對應至ACTFL大綱之初級初等和初級中等。
早期的華語文聽讀測驗為紙筆考試，隨著電腦技術的發達，逐漸轉為電腦化測驗。但海外聽讀測驗若無法尋覓到適合場地，仍會採用紙筆考試。另外，華測會於2016年正式推出「華語文聽力閱讀電腦化適性測驗」，是以試題反應理論為基礎，由電腦按考生答題的程度挑選出適合的題目進行測驗。自2023年起，聽力閱讀適性測驗加入準備級試題，讓可測量範圍從三等六級向下延伸至準備級。口語和寫作測驗則在設計之初即為電腦化測驗的形式，場地必須要有可供操作的相應設備（如麥克風錄音及鍵盤打字），方能施測。

### 兒童華語文能力測驗
華測會自2006年投入兒童華語文能力測驗的研發。該測驗專為七至十二歲母語非華語的兒童所設計，測驗聽力和閱讀。自 2008 年開始預試，於2009年末推出正式考試，制定了萌芽、成長、茁壯三等級，萌芽級對應至CEFR的A1以下，成長級、茁壯級分別對應至CEFR的A1、A2。

### 快篩測驗
華測會於2017年8月推出「 快篩系統 」的聽力和閱讀測驗，採用華語文能力測驗的正式考題，但用較少的題目進行多階段測驗。其特色是隨到隨考、即測即評，能夠快速協助學校和企業單位評估受測者的華語能力。自2021年起，快篩測驗加入準備級試題。2023 年推出口語和寫作測驗，受測者作答後，可由單位自評或系統自動委派評分人員，從而快速獲得測驗結果。

## 測驗等級
其考試等級分為「入門基礎級」（1級、2級）、「進階高階級」（3級、4級）及「流利精通級」（5級、6級），在「入門基礎級」前又規劃更淺顯之兩個「準備級」，共計四等八級，測驗對於華語聽、說、讀、寫之能力。通過華語文能力測驗等級標準者將取得證書，可作為母語非華語人士在臺灣入學、求職以及申請特定獎學金（如教育部的臺灣獎學金、華語文獎學金以及外交部的臺灣獎學金）所需之語言能力證明。

## 測驗參考範圍
華測會以《華語八千詞表》作為命題時的詞彙參考資料。該詞表源自張莉萍於2003至2004年執行的國科會研究計畫。其選詞來源包括中研院詞庫小組詞表（包含核心詞彙、通用詞彙、參考詞彙）、2002年的師大華語文能力測驗（Chinese Proficiency Test）詞彙分級表、1992年的漢語水平詞彙等級大綱（HSK）。以相對詞頻和加權值，制定了初、中、高三等級詞彙。
之後，華測會因應測驗等級的新增或調整，對《華語八千詞表》也多次進行了相應的修訂。2013年又推出新版的測驗詞表，按入門級、基礎級、進階級、高階級、流利級這五級分列。對入門基礎級詞彙，參考多個來源建立情境詞表，對進階高階和流利級詞彙，則以「電腦寫作考試語料庫」為主要來源進行修訂。2017年增設兩個準備級，準備一級與準備二級的詞彙亦為情境詞表，拆分自原先的入門級詞彙。2022年，又依據臺灣華語文能力基準（TBCL）的詞表以及等級對應研究，對《華語八千詞表》進行修訂。

### 與TBCL之關係
國家教育研究院邀請專家學者研發，於2020年完成了「臺灣華語文能力基準」（Taiwan Benchmarks for the Chinese Language，TBCL）。這是為母語非華語人士制定的華語能力指標及分級標準，也可作為對外華語教學的課程指引。TBCL就「聽、說、讀、寫、譯」五個面向建立三等七級的能力指標，分別為基礎（1-3級）、進階（4-5級）、精熟（6-7級），並在各等級中列出所應認識的漢字、詞語以及具特定語法作用的詞語、短語、固定句型結構及話語標記等語法項目（Grammar Points，或譯為語法點）。TBCL包含了：字表、詞表、類詞綴表與語法點表，又於1-5級的詞表建立情境分類，1-3級的基礎詞彙提供例句和英譯。這些字、詞、語法點表，是以國教院建置的「臺灣華語文語料庫」作為主要的依據來源。在後續出版的《參考指引》中，補充了「文化」面向，並將各表的1至4級進一步細分，難度較高者以 * 號標示。
自2020年起，華語文能力測驗的試題設計，已擴大運用「華語文語料庫與能力基準整合應用系統」的豐富資源，TBCL亦成為試題設計的參考依據之一。自2021年8月起，成績單上增加了TBCL等級的對應欄位。

## 等級對照
華語文能力測驗（TOCFL）與汉语水平考试（HSK）、國際中文教育中文水平等級標準（新標準）、歐洲共同語文參考架構（CEFR）、美國外語教學協會能力指標（ACTFL大綱）、臺灣華語文能力基準（TBCL）大致上之對應關係，如下表所示：
| CEFR 等級 | ACTFL大綱 等級             | HSK 2.0 1 等級 | 新標準 2 等級 | TOCFL 等級              | TBCL 等級 | 累計 詞彙量 (HSK 2.0/新標準) | 累計 詞彙量 (HSK 2.0/新標準) | 累計 詞彙量 (+類詞綴) 4 (TOCFL/TBCL 5) | 累計 詞彙量 (+類詞綴) 4 (TOCFL/TBCL 5) | 累計 識字量 6 (新標準) | 累計 識字量 6 (TBCL) |
| --------- | -------------------------- | -------------- | ------------- | ----------------------- | --------- | ---------------------------- | ---------------------------- | -------------------------------------- | -------------------------------------- | ---------------------- | -------------------- |
|           | 初級初等 初級中等          | 1級 2級        |               | 準備級一級 準備級二級   | 1級       | 150 300                      |                              | 160 394                                | 396(+6)                                |                        | 246                  |
| A1 A2     | 初級高等 中級初等 中級中等 | 3級 4級        | 1級 2級 3級   | 入門級(1級) 基礎級(2級) | 2級 3 3級 | 600 1200                     | 500 1272 2245                | 741 1226                               | 798(+13) 1254(+25)                     | 300 600 900            | 504 801              |
| B1 B2     | 中級高等 高級初等 高級中等 | 5級 6級        | 4級 5級 6級   | 進階級(3級) 高階級(4級) | 4級 5級   | 2500 5000                    | 3245 4316 5456               | 2399 4741                              | 2669(+40) 5288(+69)                    | 1200 1500 1800         | 1300 1900            |
| C1 C2     | 高級高等 優秀 優異         |                | 7級 8級 9級   | 流利級(5級) 精通級(6級) | 6級 7級   |                              | 11092                        | 7517                                   | 9432(+73) 14425(+73)                   | 3000                   | 2500 3100            |

1 HSK 2.0版指2010年採用的漢語水平考試，分為三等六級，漢辦聲稱與CEFR對應。但據德語區漢語教學協會的研究，此六級HSK不管是在詞彙量、學習時數，甚或對語言能力的要求，與CEFR有不小的落差。此研究認為這一版本的HSK比CEFR要來得簡單許多，一級及二級皆未達CEFR-A1程度，而六級僅相當於CEFR-B2程度。

2 新標準指中華人民共和國教育部於2021年發布的《國際中文教育中文水平等級標準》，分為三等九級。據稱，此一新標準是為了讓HSK符合CEFR的對應難度。HSK將依據新發布的等級標準，在保持現有六等級的基礎上，增加HSK7-9級，而未來的HSK1-6級將依據此標準和各國中文學習者實際情況，逐步進行調整。HSK7-9級考試於2022年11月26日首次進行，目前是和HSK 2.0版的1-6級考試同步實施。

3 TBCL的2級難度大約在TOCFL的準備級二級至入門級(1級)之間。

4 TBCL累計詞彙量表格中的括號為累計的「類詞綴」數量。類詞綴是附加在詞根前後，類似詞綴但仍保有其實義的字詞，尚未完全虛詞化，例如 ：~人（本國人、外國人…）、第~（第一流、第二手…）、~店（雜貨店、連鎖店…）。

5 TBCL的詞彙量有調整過。按照2020年出版的《遣辭用據：臺灣華語文能力第一套標準》，累計至七級的詞彙數為14470，按照目前的臺灣華語文能力基準介紹，累計至七級的詞彙數為14425。

6 HSK 2.0和TOCFL僅設有詞表，各等級的識字量得透過將詞表中的詞彙拆分出漢字來計算，沒有另立字表。國際中文教育中文水平等級標準和臺灣華語文能力基準（TBCL）則設有獨立於詞表之外的字表。

## 海外考試
華語文能力測驗於2006年在泰國、韓國、日本、英國、美國辦理海外考試之預試。自2007年開始正式施測，並逐步擴增考試地區。至2023年，已在日本、韓國、泰國、越南、印尼、馬來西亞、印度、加拿大、美國、英國、法國等47國舉辦考試。海外考試之試務委由當地駐外機構協助辦理，或交由海外代理單位負責處理。
自2020年12月起為因應COVID-19疫情，華測會推出網路居家考試之服務，適用於受疫情影響，申請時前後二個月內未能辦理正式考試的地區，以及尚未設立海外考場的地區。疫情結束後，該居家考試仍持續辦理，凡前後二個月內未辦有正式考試的地區，以及尚未設立海外考場的地區皆可申請。僅開放入門基礎級、進階高階級、流利精通級之聽力及閱讀測驗，以遠端監控方式執行採用雲端技術的遠距線上測驗。

## 外部連結
- 華語文能力測驗
- 華語文能力測驗各年度報考人次（2015年至今）
- 華語文能力測驗命題設計概述 （页面存档备份，存于）
- 華語文能力測驗 - 教材推薦，臺灣華語教育資源中心 - 參考教材，臺灣華語文學習中心 - 教材列表，師大教材，僑委會教材
- 華語文能力測驗 - TBCL資源
- 法規 - 教育部國際華語文教育推動指導會設置要點 （页面存档备份，存于）
- 法規 - 教育部華語文能力測驗作業要點 （页面存档备份，存于）| 普通话／國語   | - 汉语水平考试（HSK） - 普通话水平测试（PSC） - 華語文能力測驗（TOCFL） |
| 闽南语／臺灣話 | - 臺灣台語語言能力認證 - 全民台语认证（GTPT）                           |
| 客家话         | - 客语能力认证                                                          |
| 粤语           | - 粤音水平测试 - 粤音朗读测试（CRAT）                                   |

| 巴西葡萄牙语 | - CELPE-Bras   |
| 欧洲葡萄牙语 | - CAPLE - TELC |